# Syngnathus insulae
Syngnathus insulae är en fiskart som beskrevs av Fritzsche 1980. Syngnathus insulae ingår i släktet Syngnathus och familjen kantnålsfiskar. Inga underarter finns listade i Catalogue of Life.